# Laboulbenia bradycelli
Laboulbenia bradycelli är en svampart som tillhör divisionen sporsäcksvampar, och som beskrevs av Jean Balazuc. Laboulbenia bradycelli ingår i släktet Laboulbenia, och familjen Laboulbeniaceae. Arten är reproducerande i Sverige.